# Marcel Balkestein
Marcel Gerard Balkestein (* 29. Januar 1981 in Geldrop) ist ein ehemaliger niederländischer Hockeyspieler, der bei den Olympischen Spielen 2012 die Silbermedaille gewann. Er war Europameisterschaftsdritter 2009 und 2013, Weltmeisterschaftsdritter 2010 und Weltmeisterschaftszweiter 2014.

## Sportliche Karriere
Der 1,80 m große Verteidiger gehörte von 2005 bis 2014 zur Nationalmannschaft und bestritt 108 Länderspiele.
Balkestein spielte bei der Champions Trophy 2005, bei der die Niederländer den zweiten Platz belegten. 2006 bestritt er zwei Länderspiele, danach kehrte er erst 2009 in die Nationalmannschaft zurück. Im Juni 2009 erzielte er bei einem Turnier in Hamburg beim 5:4 gegen das englische Team seinen einzigen Länderspieltreffer. Bei der Europameisterschaft 2009 in Amstelveen unterlagen die Niederländer im Halbfinale dem englischen Team nach Verlängerung. Im Spiel um den dritten Platz bezwangen die Niederländer die spanische Mannschaft mit 6:1. Bei der Weltmeisterschaft 2010 in Neu-Delhi waren die Niederländer in der Vorrunde Zweite hinter der deutschen Mannschaft. Nach einer Halbfinalniederlage gegen die Australier gewannen die Niederländer das Spiel um den dritten Platz gegen das englische Team.
2012 bei den Olympischen Spielen in London gewannen die Niederländer ihre Vorrundengruppe vor der deutschen Mannschaft, die sie im Vorrundenspiel mit 3:1 bezwangen. Im Halbfinale besiegten sie die Briten mit 9:2. Im Finale trafen die Niederländer wieder auf die deutschen Herren und unterlagen diesmal mit 1:2. Balkestein wurde in allen sieben Spielen eingesetzt. 2013 bei der Europameisterschaft in Boom unterlagen die Niederländer im Halbfinale der deutschen Mannschaft, das Spiel um Bronze gewannen sie gegen die Engländer. 2014 waren die Niederlande Gastgeber der Weltmeisterschaft in Den Haag. Die Niederländer gewannen ihre Vorrundengruppe. Im Halbfinale besiegten die Niederländer das englische Team 1:0. Im Finale unterlagen sie den Australiern mit 1:6. Das Weltmeisterschaftsfinale war Balkesteins letztes Länderspiel.
Marcel Balkestein spielte beim Verein Oranje Zwart in Eindhoven, mit dem er mehrere niederländische Meistertitel gewann.